# Ilías Kassidiáris
Ilías Kassidiáris (en grec : Ηλίας Κασιδιάρης), né le 29 novembre 1980 au Pirée, est un homme politique et criminel grec. Il est député du Parlement grec de 2012 à 2019 pour le parti Aube dorée, dont il est alors porte-parole. Il le quitte en 2020 pour fonder Grecs pour la Patrie.

## Biographie

### Vie personnelle
Ilías Kassidiáris naît le 29 novembre 1980 au Pirée mais est originaire du village de Dimiristika dans la région du Magne. Il étudie à l'université d'agriculture d'Athènes et se spécialise dans chimie alimentaire.
Il porte au bras un tatouage d'une croix gammée nazie, composée de clés grecques, un des symboles d'Aube dorée. Il est connu pour ses diatribes antisémites, racistes et sexistes.

### Parcours politique
Lors des élections législatives de mai 2012, Ilías Kassidiáris est élu député dans la circonscription de l'Attique pour le parti Aube dorée, qui obtient 7 % des voix et entre pour la première fois au Parlement. Aux élections législatives de 2019, Aube dorée ne dépassant pas le seuil des 3 %, il n'est pas réélu député.
En 2014, il est candidat à la mairie d'Athènes et arrive en quatrième position avec 16 % des voix ; sa liste obtient quatre des 49 sièges à la municipalité. En 2019, il arrive à nouveau quatrième avec 11 % et sa liste gagne un siège de plus.
Dans le but de voir Aube dorée revenir au Parlement lors de prochaines élections législatives, il propose en interne une réorganisation totale du parti. Le chef Nikólaos Michaloliákos refusant, Kassidiáris quitte le parti en mai 2020. Il fonde alors un nouveau parti politique, nommé Grecs pour la Patrie, et est suivi par tous les députés de son groupe à la municipalité d'Athènes, à l'exception d'Ouranía Michaloliákou, la fille du chef d'Aube dorée.
Incarcéré depuis 2020, il poursuit néanmoins une activité politique soutenue. Il continue à donner des interviews aux médias d’extrême droite, d'alimente sa chaîne YouTube et de diriger indirectement son parti politique, qui représente plus de 3 % des intentions de vote en 2023.

## Procès
Il est jugé en 2007 pour son implication dans un vol avec violence. Il est soupçonné d'avoir été au volant de sa voiture qui transportait cinq hommes qui ont attaqué, poignardé et dévalisé un étudiant. Il nie tout lien avec l'affaire. Il est innocenté le 3 mars 2013, le tribunal invoquant des témoignages imprécis et contradictoires.
Kassidiáris est opposé à Réna Doúrou (SYRIZA) et Liána Kanélli (Parti communiste de Grèce) lors d'un débat télévisé, diffusé en direct le 7 juin 2012 sur la chaîne ANT1. Au cours de ce débat animé, Doúrou affirme qu'Aube dorée « ramènera le pays 500 ans en arrière ». Kassidiáris jette alors le contenu de son verre d'eau sur Doúrou en l'insultant. Puis, Kanélli, se trouvant à gauche de Kassidiáris, tape ce dernier avec un journal en lui ordonnant de quitter le plateau télé. Kassidiáris lui assène alors trois gifles,. En mars 2015, le tribunal acquitte Kassidiáris et ordonne la fin des poursuites pénales. En effet, pour le délit de lésions corporelles simples, c'est à la victime de porter plainte, ce qui n'a pas été fait.
Le 28 septembre 2013, il est arrêté, avec le chef d'Aube dorée et trois autres députés, dans le cadre de l'enquête sur l'assassinat du musicien et militant antifasciste Pávlos Fýssas par Geórgios Roupakiás, qui a admis être un sympathisant du parti. Il est libéré sous caution quelques jours plus tard et a interdiction de quitter le pays. Il est placé en détention provisoire en juillet 2014 pour détention d'arme en vue de fournir une organisation criminelle. Il est libéré une année plus tard sous conditions.
Le 7 octobre 2020, il est reconnu coupable de « direction d'une organisation criminelle » impliquée dans l’assassinat de Pavlos Fyssas et dans des tentatives d’homicides contre des pêcheurs égyptiens et des syndicalistes communistes en 2012 et 2013. Il est condamné en première instance à 13 ans et 6 mois de prison ferme par la cour pénale d'Athènes. Son incarcération débute le 22 octobre lorsqu'il se rend de son propre chef au poste de police. Selon la loi grecque, Kassidiáris peut demander une libération sous conditions après l'exécution des trois cinquièmes de sa peine.

## Publications
- (el) Ilías Kasidiáris, Τομέας Χ [« Secteur X »], Χρυσή Αυγή,‎ 2017, 4e éd. (1re éd. 2010), 235 p. (ISBN 978-960-931987-4)
- (el) Ilías Kasidiáris, Οι Άλλοι Σπαρτιάτες [« Les Autres Spartiates »], Χρυσή Αυγή,‎ 2013
- (el) Ilías Kasidiáris, Πολιτικό Ημερολόγιο Φυλακής [« Journal Politique Carcéral »], Χρυσή Αυγή,‎ 2015